# Các Lãnh thổ Tây Bắc
Các Lãnh thổ Tây Bắc (tiếng Anh: Northwest Territories, /ˌnɔrθˌwɛstˈtɛrɨtɔriz/, viết tắt NWT hay NT; tiếng Pháp, les Territoires du Nord-Ouest) là một lãnh thổ của Canada.
Nằm ở Bắc Canada, lãnh thổ này tiếp giáp Yukon về phía tây, Nunavut về phía đông (hai lãnh thổ khác của Canada), British Columbia về phía tây nam, Alberta về phía nam và Saskatchewan về phía đông nam. Lãnh thổ này có diện tích 1.140.835 kilômét vuông (440.479 mi²) và dân số 41.464 theo cuộc điều tra dân số Canada 2006, tăng 11,0% so với năm 2001. Thủ phủ của lãnh thổ này là Yellowknife từ năm 1967.
Các đặc điểm nổi bật về địa lý của lãnh thổ này có các hồ Gấu Lớn và hồ Slave Lớn cũng như sông Mackenzie và các hẻm núi sông Nahanni, một vườn quốc gia đồng thời là một di sản thế giới được UNESCO công nhận. Quần đảo Bắc Cực bao gồm đảo Banks, bán đảo Parry, đảo Prince Patrick, và các vùng thuộc đảo Victoria và đảo Melville. Điểm cao nhất là núi Nirvana gần giáp với Lãnh thổ Yukon với độ cao 2.773 mét (9.098 ft).

## Địa lý
Nằm ở phía bắc Canada, lãnh thổ này tiếp giáp hai lãnh thổ khác của Canada gồm: Yukon về phía tây và Nunavut về phía đông, ba tỉnh bang: British Columbia về phía tây nam, Alberta và Saskatchewan về phía Nam,giáp Manitoba ở phía cực Đông, mặc dù các cuộc khảo sát vẫn chưa được hoàn thành. Diện tích khoảng 1.183.085 km 2 (456.792 sq mi).
Các điểm địa lý bao gồm hồ Gấu Lớn - hồ lớn nhất ở Canada, hồ Nô Lệ Lớn - vùng nước sâu nhất ở Bắc Mỹ với độ sâu 614 m (2.014 ft), cũng như sông Mackenzie và hẻm núi của Nahanni Khu bảo tồn Vườn quốc gia, một công viên quốc gia và Di sản Thế giới của UNESCO. Các hòn đảo lãnh thổ trong Quần đảo Bắc Cực thuộc Canada bao gồm Đảo Banks, Đảo Borden, Đảo Prince, và một phần của Đảo Victoria và Đảo Melville. Điểm cao nhất của nó là Núi Nirvana gần biên giới với Yukon ở độ cao 2.773 m (9.098 ft).

### Khí hậu
Phần phía nam của lãnh thổ (phần lớn lục địa) có khí hậu cận Bắc, trong khi các đảo và bờ biển phía Bắc có khí hậu cực.
Mùa hè ở phía Bắc ngắn và mát mẻ, với độ cao ban ngày ở giữa độ tuổi Celsius (60 đến 70 °F), và thấp nhất trong độ Celsius (45 ° đến 55 °F). Mùa đông dài và khắc nghiệt, mức cao ban ngày ở giữa -20 °C và -4 °C. Sự cực đoan thường xảy ra với mức cao trong mùa hè ở phía Nam đạt 36 °C (97 °F) và thấp chạm vào âm bản. Vào mùa đông ở miền Nam, nhiệt độ không đạt được -40 °C (-40 °F), nhưng chúng cũng có thể tiếp cận các thanh thiếu niên thấp trong ngày. Ở phía bắc, nhiệt độ có thể đạt đến mức cao 30 °C (86 °F), và thấp có thể đạt đến âm bản âm thấp. Vào mùa đông ở miền Bắc, nhiệt độ không đạt được -50 °C (-58 °F) nhưng chúng cũng có thể đạt đến một con số trong ngày. Bãokhông phải là hiếm ở miền Nam. Ở phía Bắc chúng rất hiếm, nhưng xảy ra. Lốc xoáy cực kỳ hiếm hoi nhưng đã xảy ra với một con tàu đáng chú ý nhất xảy ra ngay bên ngoài Yellowknife phá hủy một tháp truyền thông. Lãnh thổ có khí hậu khá khô do các dãy núi phía tây.
Khoảng một nửa lãnh thổ nằm trên đường cây. Không có nhiều cây ở hầu hết các vùng phía đông của lãnh thổ, hoặc ở các hòn đảo phía bắc.

## Kinh tế
Tài nguyên địa chất của Các Lãnh thổ Tây Bắc bao gồm vàng, kim cương, khí thiên nhiên và dầu mỏ. BP là công ty dầu duy nhất hiện đang sản xuất dầu tại lãnh thổ. Viên kim cương NWT được thăng chức như một giải pháp thay thế để mua kim cương máu. Hai trong số các công ty tài nguyên khoáng sản lớn nhất trên thế giới, BHP Billiton và Rio Tinto khai thác nhiều viên kim cương của họ từ NWT. Trong năm 2010, NWT chiếm 28,5% tổng sản lượng kim cương của Rio Tinto (3,9 triệu carats, tăng hơn 17% so với năm 2009, từ Diamond Diavik Diamond) và 100% BHP (3,05 triệu carat từ mỏ EKATI). [41] [42]
Các Lãnh thổ Tây Bắc có GDP bình quân đầu người cao nhất của tất cả các tỉnh hoặc vùng lãnh thổ ở Canada, C $ 76.000 trong năm 2009. Tuy nhiên, khi sản xuất tại các mỏ hiện tại bắt đầu để thư giãn, không có mỏ mới khai trương và dịch vụ công cộng thu hẹp, các lãnh thổ đã mất 1.200 việc làm trong khoảng thời gian từ tháng 11 năm 2013 đến tháng 11 năm 2014.

## Chính phủ
Vì là một lãnh thổ, nơi này có ít quyền hơn các tỉnh bang.Trong nhiệm kỳ của mình, Thủ tướng Kakfwi đã thúc đẩy chính phủ liên bang dành nhiều quyền hơn cho lãnh thổ này, trong đó có phần lớn lợi nhuận từ các nguồn tài nguyên thiên nhiên của lãnh thổ đi đến lãnh thổ. Sự phân quyền quyền lực cho lãnh thổ là một vấn đề trong cuộc tổng tuyển cử lần thứ 20 vào năm 2003, và kể từ khi lãnh thổ bắt đầu bầu các thành viên vào năm 1881.
Các Ủy viên của NWT là giám đốc điều hành và được bổ nhiệm của Thống đốc-in-Hội đồng Canada vào sự giới thiệu của liên bang Bộ trưởng Bộ Thổ Dân Xã và Phát triển Bắc. Vị trí được sử dụng nhiều hơn về hành chính và chính phủ, nhưng với sự phân cấp quyền lực nhiều hơn cho cuộc bầu cử được bầu vào năm 1967, vị trí này đã trở thành biểu tượng. Ủy viên hội đồng có quyền lực chính phủ đầy đủ cho đến năm 1980 khi các lãnh thổ được trao quyền tự trị lớn hơn. Sau đó, Quốc hội Lập pháp bắt đầu bầu ra một Nội các và Nhà lãnh đạo Chính phủ, sau đó được gọi là Thủ hiến. Từ năm 1985, Ủy viên không còn làm chủ tịch Hội đồng Quản trị (hoặc nội các), và chính phủ liên bang đã chỉ thị cho các ủy viên hành động giống như một Thống đốc Trung ương Tỉnh. Không giống như các Thống đốc Trung tá, Ủy viên của các Vùng Tây Bắc không phải là đại diện chính thức của Nữ hoàng Canada. [ cần dẫn nguồn ]
Không giống như các chính quyền tỉnh và chính phủ của Yukon, chính phủ vùng Tây Bắc không có đảng phái chính trị, ngoại trừ khoảng thời gian từ năm 1898 đến năm 1905. Đây là một chính phủ thống nhất được gọi là Lập pháp. Nhóm này bao gồm một thành viên được bầu ra từ mỗi trong số mười chín cử tri. Sau mỗi cuộc tổng tuyển cử, Quốc hội mới bầu bằng Thủ tướng và Chủ tịch bằng bỏ phiếu kín. Bảy MLAs cũng được chọn làm bộ trưởng, với phần còn lại tạo thành phe đối lập.
Các Hội đồng lập pháp hiện nay là 18 và cuộc bầu cử gần đây nhất được tổ chức ngày 23 tháng 11 năm 2015. [46] Các Premier là Bob McLeod. Thành viên của Quốc hội cho vùng lãnh thổ Tây Bắc là Michael McLeod (Đảng Tự do). Ủy viên của các Vùng Tây Bắc là George Tuccaro và Phó Ủy viên là Margaret Thom.
Trong Quốc hội Canada, NWT bao gồm một bộ phận Thượng viện duy nhất và một quận bầu cử của Hạ viện, có tiêu đề Lãnh thổ Tây Bắc (Bắc cực cho đến năm 2014)